# José Benavides Muñoz
José Andrés Benavides Muñoz (Lima, 26 de febrero de 1929-Lima, 28 de octubre de 2016) fue un ingeniero civil y político peruano. Fue ministro de Economía y Finanzas (1984-1985), ministro de Energía y Minas (1983-1984) y ministro de Educación (1981-1983) durante el segundo gobierno de Fernando Belaúnde Terry. Fue el primer alcalde del distrito de Jesús María.

## Biografía
Estudió Ingeniería Civil en la Pontificia Universidad Católica del Perú. 
Estuvo casado con María Elena Lukis de la Huert, con quien tuvo cuatro hijos.

## Vida política
Estuvo entre el grupo de alumnos que llevó a la política, a la fundación del Partido Acción Popular y a la presidencia de la república a Fernando Belaúnde Terry. Como tal, estuvo a cargo de diferentes puestos del Estado, así como en la actividad privada. 

### Ministro de Educación
El 3 de febrero de 1981, juró como ministro de Educación del segundo gobierno de Fernando Belaúnde Terry. Como tal, estuvo dedicado a mejorar la infraestructura del sector educación.

### Ministro de Energía y Minas
Estuvo a cargo del ministerio del 29 de diciembre de 1983 al 19 de marzo de 1984.

### Ministro de Economía y Finanzas
Tuvo la dirección del portafolio del 21 de marzo de 1984 al 29 de enero de 1985.

### Alcalde de Jesús María
Participó en las elecciones municipales de 1966 por la Alianza Electoral AP-DC, siendo elegido alcalde para el periodo 1967-1969. De esta manera, se convirtió en el primer alcalde del nuevo distrito de Jesús María. Entre sus obras destaca la construcción de la Concha Acústica del Campo de Marte y la Biblioteca Municipal.